# Imshaug-Halbinsel
Die Imshaug-Halbinsel ist eine breite und verschneite Halbinsel an der Black-Küste des Palmerlands im Südteil der Antarktischen Halbinsel. Sie liegt auf der Südseite des Lehrke Inlet.
Der United States Geological Survey kartierte sie im Jahr 1974. Das Advisory Committee on Antarctic Names benannte sie 1976 nach dem US-amerikanischen Biologen Henry Andrew Imshaug (1925–2010), der im Rahmen des United States Antarctic Program Studien zur subantarktischen Flora auf den Juan-Fernández-Inseln (1965–1966), den Falkland-Inseln (1967–1968), dem Chiloé-Archipel (1969), auf Campbell Island (1969–1970) und den Kerguelen (1970–1971) durchgeführt hatte.